# Compact
Compact é uma revista online estadunidense que começou a operar em março de 2022. A revista foi fundada por Edwin Aponte, um populista e fundador da revista online The Bellows; Matthew Schmitz, anteriormente editor do jornal religioso ecumênico First Things; e o jornalista de opinião católico conservador Sohrab Ahmari. Quando a Compact foi lançada, os seus colaboradores e editores contribuintes listados foram descritos pelo The New York Times como ideologicamente diversos, incluindo católicos conservadores, populistas e feministas marxistas dissidentes. Em março de 2022, a linha editorial da revista em março de 2022 era a crítica ao liberalismo, feita tanto pela esquerda quanto pela direita.

## História
O planejamento para o lançamento da revista começou em 2020 com Ahmari e Schmitz. Em seguida eles incorporaram a Aponte com a condição de que metade do conteúdo do site abordasse "questões materiais". A Compact foi lançada sem acesso pago nas primeiras semanas, mas agora é financiada pelos leitores, exigindo-se uma assinatura paga para acessar todos os artigos do site. O cofundador Edwin Aponte saiu da revista no final de 2022 devido a diferenças políticas, depois que a decisão da Suprema Corte dos EUA no caso Dobbs v. Jackson Women's Health Organization vazou para o público. Em dezembro de 2024, Ahmari deixou a Compact após ser contratado pela UnHerd.

## Posições
Segundo matéria de Danny Postel para a New Lines Magazine, sua abordagem é uma "'síntese' do conservadorismo comunitário e da social-democracia". De acordo com Matt McManus, escrevendo na Jacobin, é "uma saída ideologicamente sincrética no espírito de Christopher Lasch ". McManus escreveu ainda que "a ambição do Compact é defender um forte Estado social-democrata que também resista a ideologias libertinas e defenda comunidades locais, nacionais, familiares e religiosas." Stephanie Slade, escrevendo na Reason, descreve-a como o novo lar do pós-liberalismo, cujos editores defendem "um intenso conservadorismo religioso [com] um toque de socialismo". Slade escreveu: "Ao reunir um 'populismo trabalhista' com raízes profundas na tradição socialista e um 'catolicismo político' que questiona a própria separação entre igreja e estado sob o mesmo teto, a Compact construiu um ponto de encontro intelectual não apenas para conservadores pós-liberais, mas para antiliberais de todos os tipos."

## Contribuidores
Em 2022, a revista incluiu colunistas, como Christopher Caldwell, Lee Smith, Malcom Kyeyune e Nina Power, e editores colaboradores, incluindo Adrian Vermeule, Glenn Greenwald, Liel Leibovitz, Michael Tracey, Patrick Deneen, Paul Embery e Slavoj Žižek.